# Leopardål
Siren reticulata är en art av vattenlevande salamander i familjen tandlösa gälsalamandrar (Sirenidae), där totalt fem upptäckta arter hittats och beskrivits. Siren reticulata beskrevs för första gången 2018 och är det största djur i Nordamerika som fått en beskrivning de senaste 100 åren, vilket har medfört att kunskaper om dess ekologi och levnadssätt fortfarande saknas.  

## Beskrivning
Siren reticulata är en av de största nulevande salamandrarna och kan bli upp emot 60 cm lång. Salamandern saknar bakben och har endast små och mycket korta, främre extremiteter. Kroppen är långsmal och morfologiskt likt en ål, vilket gett den smeknamnet ”leopardål”. Färgen är mörkt grågrön till olivgrön på ryggen och ljusare grågrön på sidorna, med inslag av svarta fläckar över kroppen. Långt fram på huvudet sitter små ögon. De yttre gälarna är placerade vid nacken och Siren reticulata har totalt sex gälar, fördelade i rader på tre på varsin sida av huvudet. Siren reticulata saknar tänder och även ögonlock.
De små främre extremiteterna har fyra, ganska outvecklade tår. På grund av att de lever i samma områden, har samma ekologiska nisch samt variation i utseende beroende på faktorer som livsmiljö, kan det ibland vara svårt att särskilja de två arterna i släktet; Siren intermedia och Siren reticulata. Genetiska analyser har utförts som bekräftar att det rör sig om en ny art.

## Upptäckt
Vetskap om artens existens har funnits sedan 1970, när herpetologen Robert Hughes Mount samlade in ett exemplar i Baldwin County i delstaten Alabama, eftersom dess utseende inte överensstämde med Siren lacertina. Trots upptäckten fick den nya arten inget namn och beskrevs inte vetenskapligt, man refererade namnet ”leopardål” till det insamlade exemplaret.
Senare på 1990-talet syntes flera individer korsa en motorväg under ett kraftigt regn. Iakttagelserna gjordes av herpetologen John Jensen, även denna i Alabama. Det är först 2009 som flera exemplar har infångats i fällor för kräftdjur.   

## Ekologi och levnadssätt
Nästan ingenting om artens ekologi eller levnadssätt är känt, eftersom Siren reticulata fick en vetenskaplig beskrivning 2018. Habitatet utgörs av våtmarker där de lever i små bäckar eller grunda sjöar, rika på växtlighet. Djuren gömmer sig bland växtmaterial och sten där deras färgteckning ger dem ett bra kamouflage. 
De andra arterna i släktet Siren tar sig ibland upp på land under kortare tidsperioder, med hjälp av de små frambenen och slingrande rörelser, likt en ål. På land kan de göra pipande läten. Detta förekommer dock mycket sällan och troligtvis i samband med orsaker som att något har stört djuren och fått dem att ta sin tillflykt upp på land. Frambenen är för små för att salamandern ska kunna krypa längre sträckor och Siren reticulata betraktas därför som ett helt akvatiskt levande groddjur. 
Arten är troligtvis nattaktiv och livnär sig på akvatiska insekter, insektslarver eller andra evertebrater. Parningen sker i vatten och äggen läggs där, antingen lösa eller i kluster bland undervattensvegetationen. Hur parningen går till exakt är inte känt.
I fångenskap har de andra arterna av släktet Siren uppnått en livslängd på 25 år eller längre, men hur gammal Siren reticulata kan bli i fångenskap eller i vilt tillstånd återstår att se. 
Idag utgörs artens holotyp av en hona från Walton County i Florida som samlades in den 8 juni 2014 och mäter 39,7 cm och väger omkring 221 g. Exemplaret förvaras på Auburn University Museum of Natural History. Vid sidan om finns även flera paratyper, andra exemplar av arten som liksom holotypen förvaras på olika museum.

## Utbredning
Salamandern har hittats på tre platser varav två är vid Lake Jackson mellan Florida och Alabama i USA. Men salamandern har även setts till i strömmande vatten vid våtmarkerna vid Eglin Air Force Base i Okaloosa County i Florida.

## Taxonomi
Arten fick sitt vetenskapliga namn i december 2018 av Graham, Kline, Steen och Kelehear. Artepitetet reticulata betyder ungefär ”nätverk” och syftar på djurets mönster av mörka fläckar.